# Albert Sigl
Albert Sigl (ur. 15 października 1911 w Reisbach, zm. 6 listopada 1969 w Karlsruhe) – niemiecki strzelec, olimpijczyk i medalista mistrzostw świata. Ojciec Rudolfa, również strzelca.
Pracował jako urzędnik w zakładach pracy w Karlsruhe.
Sigl dwukrotnie wystąpił na igrzyskach olimpijskich (IO 1952, IO 1956). Jako reprezentant RFN wystartował w Helsinkach, zajmując 20. miejsce w karabinie małokalibrowym w trzech postawach z 50 m i 31. pozycję w karabinie małokalibrowym leżąc z 50 m. Jako reprezentant Wspólnej Reprezentacji Niemiec pojawił się cztery lata później w tych samych konkurencjach, zajmując odpowiednio 11. i 27. miejsce. W Melbourne startował razem z synem Rudolfem.
Podczas swojej kariery Sigl zdobył cztery medale na mistrzostwach świata, wszystkie w zawodach drużynowych w karabinie małokalibrowym. Trzykrotnie stał na podium podczas turnieju w 1939 roku, zdobywając dwa srebra i brąz. Miejsce w najlepszej trójce osiągnął także 13 lat później jako reprezentant RFN.

## Wyniki

### Igrzyska olimpijskie
| Igrzyska       | Konkurencja                               | Wynik                         | Miejsce | Źródło |
| -------------- | ----------------------------------------- | ----------------------------- | ------- | ------ |
| Helsinki 1952  | Karabin małokalibrowy, trzy postawy, 50 m | 1134 pkt. (394–374–366)       | 20      | [ 2 ]  |
| Helsinki 1952  | Karabin małokalibrowy leżąc, 50 m         | 394 pkt. (98–100–100–96)      | 31      | [ 3 ]  |
| Melbourne 1956 | Karabin małokalibrowy, trzy postawy, 50 m | 1154 pkt. (391–389–374)       | 11      | [ 4 ]  |
| Melbourne 1956 | Karabin małokalibrowy leżąc, 50 m         | 593 pkt. (97–99–100–99–99–99) | 27      | [ 5 ]  |

### Medale mistrzostw świata
Opracowano na podstawie materiałów źródłowych:
| Mistrzostwa  | Konkurencja                                        | Wynik             | Miejsce |
| ------------ | -------------------------------------------------- | ----------------- | ------- |
| Lucerna 1939 | Karabin małokalibrowy leżąc, 50 m, drużynowo       | 1974 pkt. (druż.) |         |
| Lucerna 1939 | Karabin małokalibrowy klęcząc, 50 m, drużynowo     | 1936 pkt. (druż.) |         |
| Lucerna 1939 | Karabin małokalibrowy stojąc, 50 m, drużynowo      | 1859 pkt. (druż.) |         |
| Oslo 1952    | Karabin małokalibrowy leżąc, 50 i 100 m, drużynowo | 2349 pkt. (druż.) |         |